# ヴィマ・カドフィセス

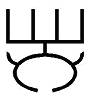
ヴィマ・カドフィセスのマーク。

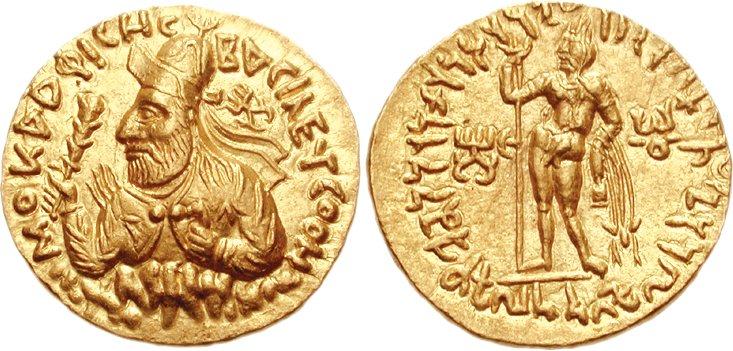
表には王の横顔と“ΒΑΣΙΛΕΥΣ ΟΟΗΜΟ ΚΑΔΦΙΣΗΣ”（バシレウス・ホオエモ・カドフィセス）「王ヴィマ・カドフィセス」という銘文。
裏にはシヴァ神の立像と“MAHARAJASA RAJADIRAJASA SARVALOGA ISVARASA MAHISVARASA VIMA KADPHISASA TRADARA ”「大王、諸王の王、世界の支配者、マヘーシュヴァラ（シヴァ）、ヴィマ・カドフィセス、保護者」という銘文がある。

ヴィマ・カドフィセス（Vima Kadphises、ギリシャ文字：Οοημο Καδφισης（ホオエモ・カドフィセス）、生没年不詳）は、クシャーナ朝の第3代君主。ヴィマ・タクトの子でカニシカ1世の父。ウィマ・カドフィセスとも表記される。

## 生涯
ヴィマ・タクトの子として生まれる。
後漢の元初年間（114年 - 120年）、疏勒王の安国が舅の臣磐を有罪とし、クシャーナ朝に移したが、クシャーナ王は彼を寵愛した。後に安国が死ぬと、安国に子が無かったため、その母が国政を代行し、国人と共に臣磐の弟の遺腹の子を立てて疏勒王とした。臣磐はこれを聞くと、クシャーナ王に帰国を請願し、クシャーナ兵を護衛として付けてもらったうえで疏勒国に帰国した。疏勒の国人はもともと臣磐を敬愛しており、クシャーナ朝を畏れていたので、すぐに遺腹から印綬を奪い、臣磐を迎えて疏勒王とし、遺腹を盤橐城侯とした。
ヴィマ・カドフィセスの死後、子のカニシカ1世が後を継いだ。

## 研究史
ヴィマ・カドフィセスは永らくクジュラ・カドフィセスの子とされ、『後漢書』西域伝にある「閻膏珍（えんこうちん）」とも同一人物とされてきた。また、カニシカ1世との血縁関係がなく、別の王統であるともされてきた（王朝交代説）。しかし、1993年にアフガニスタンで偶然発見された『ラバータク碑文』によって彼の父であるヴィマ・タクトの存在が知られるとともに、それまで別とされてきたカニシカ1世との王統が続いていることが判明した。
また、マトゥラーの神殿址から獅子座に腰かけた大きな彫像が出土している（高さ208cm）。頭部を失っているが、丸首筒袖の上衣にズボンとブーツを身につけている。台座の上面、両足の間にやや磨滅したブラーフミー文字で刻文があり、「クシャン王ヴィマ」の名が読み取れるため、ヴィマ・カドフィセスのものと推定される。

## ヴィマ・カドフィセスのコイン
ヴィマ・カドフィセスのコインは多く、ローマのアウレウス単位の金貨制が確立していた。アウレウス金貨とは、アウグストゥスの時代に主として東方貿易のために打刻されたもので、重量は1アウレウスで7.95g。クシャーナ朝の金貨もこれと同様である。

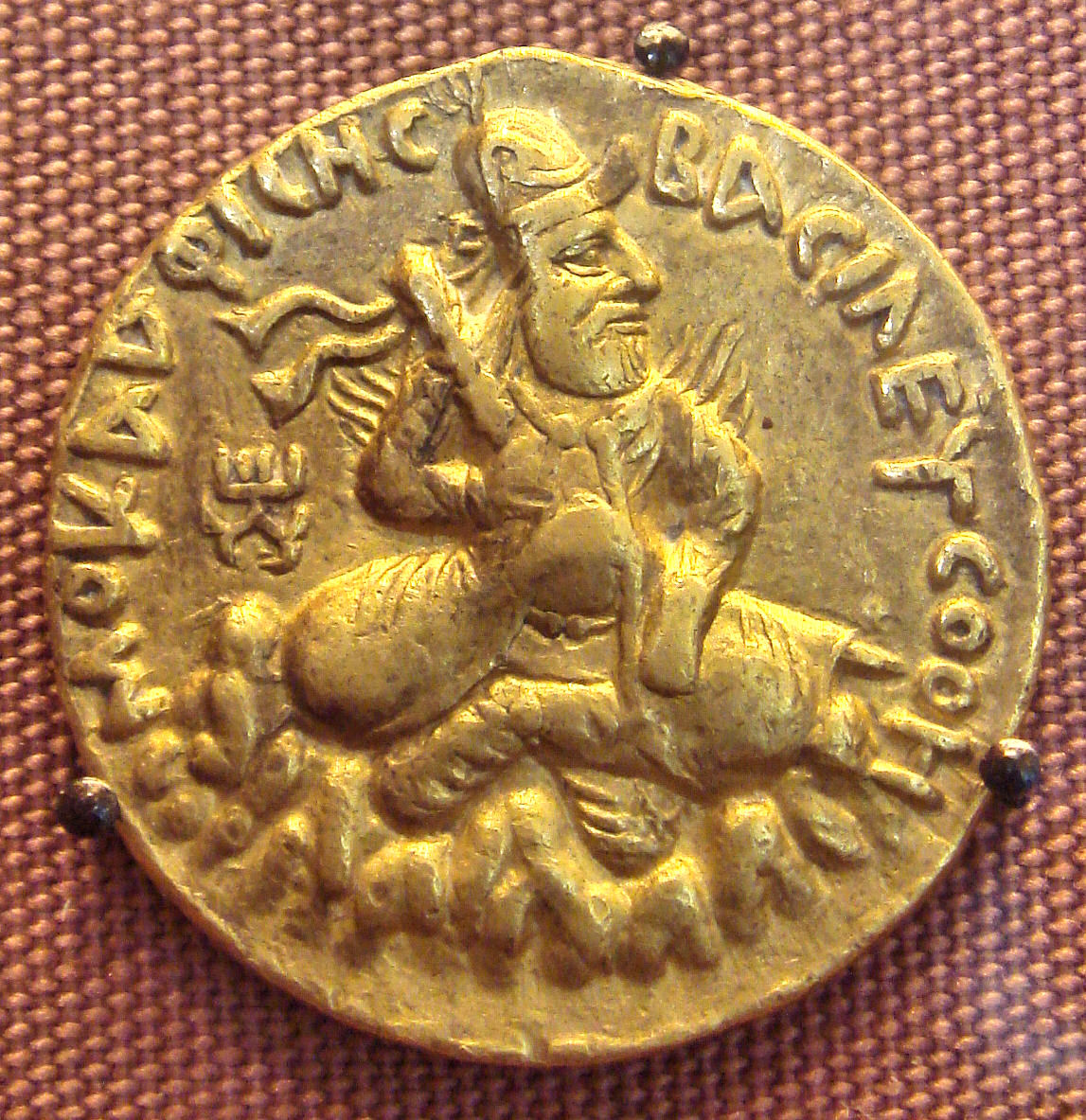
ヴィマ・カドフィセスの金貨。
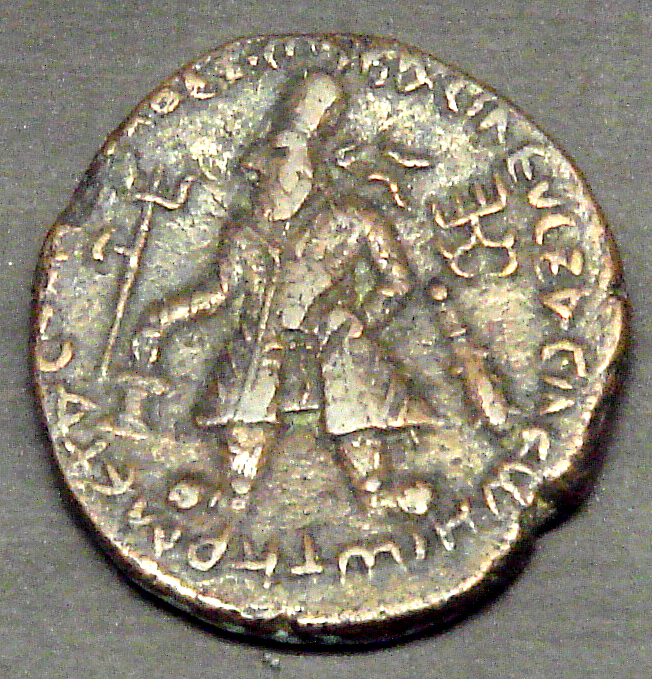
ヴィマ・カドフィセスのコイン。

## 参考資料
- 『後漢書』（西域伝）
- 小谷仲男『ガンダーラ美術とクシャン王朝』（同朋舎出版、1996年、ISBN 481042152X）